# Ковачови (Тиринце)
Ковачови, Ковачевци, Ковчежаци, Ковчешаци, Тиринчани или Влајковци и Керци, један су од највећих родова у Косовској Каменици и Новом Брду, а има их и у селима Оране код Бојника и Слишане код Лебана. Керци и Ковачови су некада били два рода, али су Керци прихватили претка Ковачових и тако су постали једна породица. Најдаље порекло им је у селу Бушинцу код Косовске Каменице, у северном делу Косовског Поморавља (тј. Новобрдске Криве Реке). Презиме им је дошло по Јовану, који је био ковач. Њега су убили Турци. Крсна слава Ковачевих је Св.Јован Крститељ. Њих је још остало у Бушинцу, а то су Кенићи и Керци или Стевићи. Из Бушинца су 1760. године пресељени и основали су село Тиринце. Из Тиринца су се касније даље исељавали. Данас се овако деле:
• Ковачови/Ковчежаци и Коларци и Керци у Тиринцу. Ковчежаци потичу од три брата: Златан, Јован и Огњан. Од Златана су Златановићи или Васићи. Од Јована су Кенићи у Бушинцу. Од Огњана су Стојановићи, Станковићи, Крстићи, Трајковићи, Стевићи, Стевановићи и Зафировићи у Тиринцу. Живе у Бушинцу, Тиринцу, Моравцу код Алексинца, Смедереву, Јагодини, Бору, Неготину, Реснику и Београду.
- Ковчешаци или Ђорђевићи у Ајновцу, у махали Горњо Речане. Досељени су 1890. године из Тиринца.
- Ковачевци или Вардиштани у Средњем Делу код Врања. Дошли су око 1820. године. Живе у Врању.
- Влајковци у Јасеновику су због сиромаштине досељени 1790. године у Јасеновик. Сви живе у Влајковској ма'али.
- Стојановићи у Орану код Бојника досељени су из Јасеновика од рода Влајковци 1870. године.
- Влајковци  у Слишану код Лебана досељени су од Влајковаца у Јасеновику.
- Милићарци или Филиповци (Миловановићи и Ристићи) у Јасеновику досељени су 1810. године од Ковачових. Друго презиме им је по махали у којој живе-Филиповац. Има их и у Смедереву.
- Тиринчани или Теринчани у Прековцу досељени су из Тиринца због боље земље. Сви живе у махали Теринчани. Перићи живе у Омољици и кумови су Стојановићима из Тиринца.
- Керци у Стрезовцу досељени су из Тиринца око 1870. године.
- Керци у Гризиму досељени су око 1810. године. из Тиринца.
- Керци или Стевићи у махали Керци у селу Бушинце.
- Милићарци у Ваганешу су досељени из Тиринца око 1760. године.
- Башићи у Коретину су досељени од Милићараца у Ваганешу, али су примили ислам и поарбанашени су (примили су албански језик, културу и ношњу)

Ковачових и Кераца је 1931. године укупно у свим криворечким селима (не рачунајући Оране, Слишане и Средњи Дел) било 78 кућа (православне вере). Муслиманских Ковачових (Башића) те године било је 11 кућа, у селу Коретин.